# Órama
A Órama foi uma distribuidora de títulos e valores mobiliários, online, fundada em 2011. Foi a primeira empresa no Brasil a se dedicar à distribuição de fundos de investimento de gestores de recursos independentes com aplicação inicial abaixo do valor praticado no mercado.

## História
A Órama foi fundada pelos mesmos sócios que criaram a Ágora Corretora em 1993. Em 2008, após a venda da Ágora para o Bradesco por cerca de R$ 800 milhões, Selmo Nissenbaum e Guilherme Horn, ex-diretores da Ágora, se juntaram para fundar a Órama. Em agosto de 2011 a empresa foi lançada como uma plataforma focada em distribuir FICs (fundos de investimento em cotas) de fundos de investimento de gestores independentes, entre eles ARX, BTG Pactual, Gávea Investimentos, GAP Asset Management e JGP. Em janeiro de 2014 a empresa passou também a distribuir produtos de renda fixa - letras de crédito imobiliário (LCI) e letras de crédito do agronegócio (LCA).

## Áreas de atuação
- Renda fixa
- Fundos de investimento
- Previdência privada
- Assessoria financeira
- Educação financeira